# Mandriva
Mandriva (до 7 квітня 2005 носила назву Mandrakesoft)(NASDAQ: MDKFF) — французька компанія, творець дистрибутиву Mandriva Linux, один із провідних розробників GNU/Linux і є одним із засновників Desktop Linux Consortium.
Компанія була заснована в 1998 році трьома молодими Linux-ентузіастами: Жаком Ле Моруа (Jacques Le Marois), Гаелем Дювалем (Gaël Duval) і Фредеріком Бастоком (Frederic Bastok). Головною метою компанії було впровадження GNU/Linux в маси, максимальна його зручність для непідготовлених користувачів. У 2000–2002 році компанія здійснила кілька стратегічних помилок, які мало не призвели до банкрутства фірми, однак в наш час часу справи компанії знову увійшли в нормальне русло. В наш час[коли?] вона нараховує близько 70 співробітників (45 з яких інженери) і має офіси у Франції, США і Бразилії. Компанія продає свою продукцію в більш ніж в 140 країнах і оцінка числа користувачів Mandriva Linux становить приблизно 3 мільйони, відповідно до mandriva.com сайті. 
24 лютого 2005 компанія Mandrakesoft купила бразильський Linux-вендор Conectiva і змінила назву на Mandriva. Одна з причин зміни назви — тривалий судовий розгляд з корпорацією Hearst Corporation, яка є власником прав на популярного персонажа коміксів Mandrake the Magician. 15 червня 2005 Mandriva поглинає ще одиного дистриб'ютора Linux — цього разу американську компанію Lycoris.
15 березня 2006 року відбулася подія, яка спричинила за собою великий скандал в Linux-співтоваристві — Гаель Дюваль, співзасновник компанії та координатор спільноти, був звільнений разом з ще 18-ма співробітниками, та був позбавлений довічного членства в «Клубі Mandriva». Позиція компанії обґрунтовувалася тим, що «команда Дюваля стала останнім часом неприбутковою». Г-н Дюваль прокоментував свою відставку так: «Це нелегко. Ти створюєш проект і даєш роботу для дюжини людей, а через сім років нинішній керівник компанії говорить тобі, що настала пора йти ». У даний момент Гаель Дюваль розробляє свій дистрибутив Ulteo.
Станом на травень 2015 року компанія перебуває в процесі ліквідації. Компанія була ліквідована 22 травня 2015 року.